# Folda (most)
Folda (Folda bru) – most wiszący nad rzeką Foldereidsundet w okręgu Nord-Trøndelag. Jego długość wynosi 336 metrów.